# Дхату-патха

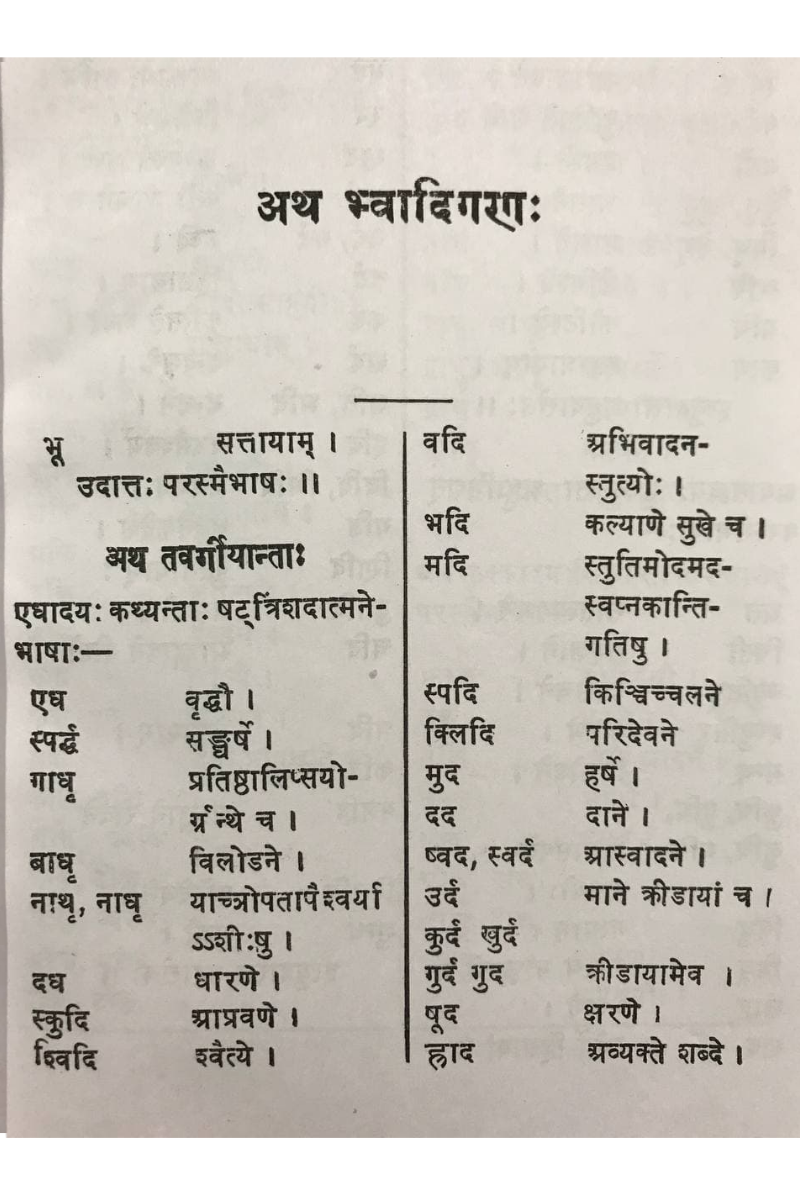
Снимок первой части книги корней санскрита — Дхатупатхи

Дхату-патха санскр. धातुपाठः IAST: dhātupāṭha (образовано из двух слов дхату: धातु «элемент, ингредиент, корень слова» и पाठ патха : पाठ означает «чтение» или «урок») — книга санскритского грамматика Панини, написанная в IV веке до нашей эры. В этой книге перечислены все глагольные корни (дхату) санскрита с указанием их свойств и значений. Значение каждого корня дано на санскрите. Всего в Дхату-патхе примерно 2300 корней. Из них 522 корня являются часто используемыми в классическом санскрите. Некоторые буквы и лигатуры в Дхату-патхе представлены в несовременном их написании, что осложняет её чтение.
Известны другие подобные описания корней санскрита и комментарии к ним, например: «Дхатупараяна». А также, существуют «Дхатупатхи» других авторов, но с таким же смыслом: описания корней санскрита.

## Содержание и обозначения
Дхату-патха разделена на две части, во второй части — содержание и алфавитный список всех корней с обозначениями:
- являются ли они сетовыми (से.) или анитовыми (आ.),
- признак выгодополучателя: атманепади आ, парасмайпади प०, убхайпади उ०,
- страница (цифры в деванагари и их соответствие арабским: ० — 0, १ — 1, २ — 2, ३ — 3, ४ — 4, ५ — 5. ६ — 6, ७ — 7, ८ −8: ९ — 9).

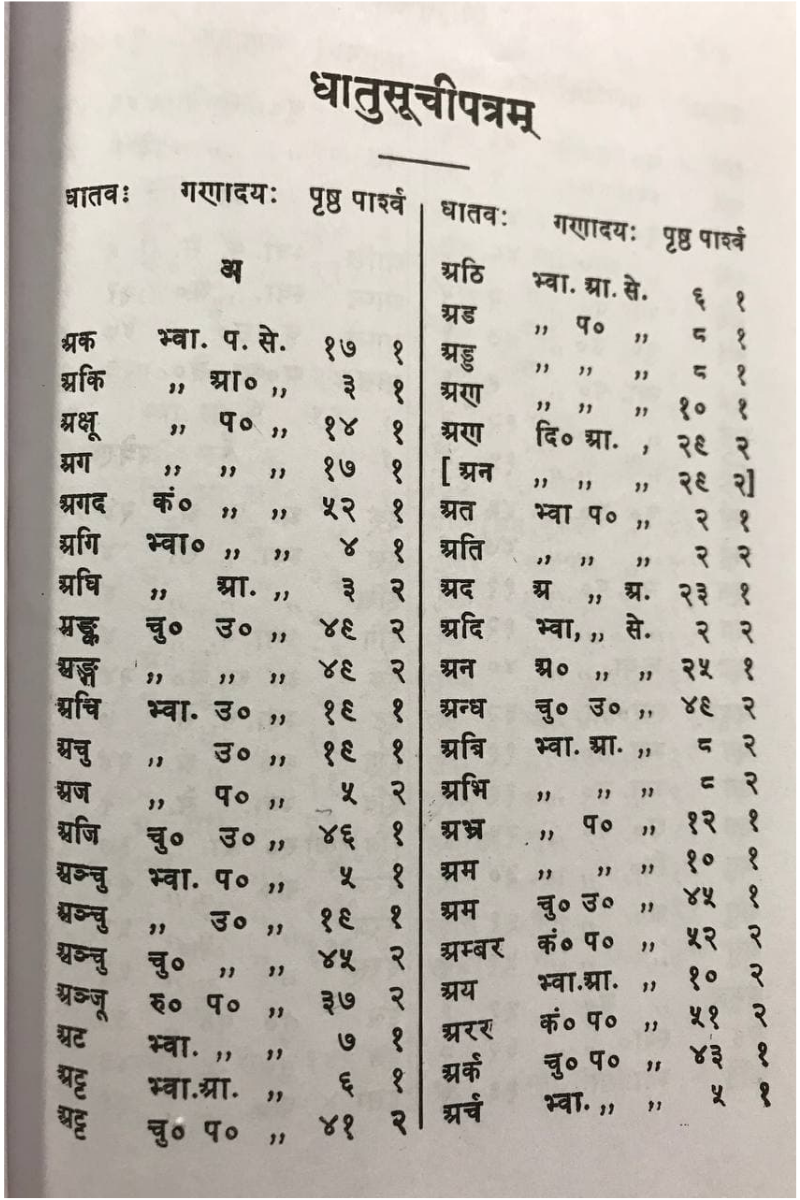
Снимок части содержания книги корней санскрита — Дхатупатхи

- Снимок части содержания книги корней санскрита — Дхатупатхигана корня (тип спряжения, аналог в русском — 1 и 2 типы спряжения),
- значение корня в локативе (на санскрите).

Содержание первой части — корни, расположенные по ганам. Внутри ганы корни рассортированы по окончаниями и по поведению при словообразовании и спряжении (корни с похожем поведение собраны в одни разделы). Многие корни в Дхатупатху внесены вместе с анубандхами (анубандха — это буква, которая не является частью корня, но указывает на какое-то правило, похоже на современную функцию гиперссылок).
Например:
запись в дхатупатхе IAST: edha एध , здесь корень IAST: edh एध् и анубандха IAST: a अ. Эта анубандха значит, что корень — атманепади (спрягается по этому типу).

## Типы глагольных корней
Первый корень Дхату-патхи
IAST: bhū भू — «быть»
В первой части книги — перечисление глагольных корней, разбитых на 10 ган (по типу спряжения). В первой гане — около 1000 корней, в остальных гораздо меньше.
В каждой гане корни расположены в алфавитном порядке по последней букве корня и разбиты на подгруппы по значению выгодополучателя — атманепади санскр. आत्मनेपदम्, парасмайпади санскр. परस्मैपदम् и убхайпади санскр. उभयपदम्. Выгодополучатель — это тот субъект, для которого осуществляется действие.
Атманепади — глагольные корни, результат действия которых направлен на себя, например:
 атманепади корень IAST: edh एध् — «расти», расти для себя 
Парасмайпади — результат действия направлен на другого человека или сущность, например:
 парасмай-пади корень IAST: ṇad णद् — «звучать», звучать для (чувств) другого существа 
Убхайпади — корни с выгодополучением обоих типов, например:
 убхайпади корень IAST: tan तन् — «расширяться», расширяться для себя или для другого 